# Tolanci (Zvjezdana vrata)
Tolanci su izmišljena rasa iz znanstveno fantastične američke TV serije Zvjezdana vrata SG-1. Oni su jedna od najnaprednijih ljudskih rasa koje su pripadnici SG-1 tima sreli. Vrlo su tehnološki razvijeni i napredni. Njihova matična planeta je Tollan. Jedna su od rijetkih ljudskih rasa u galaksiji Mliječni put koja nije dovedena na drugi planet od strane Goa'ulda.

## Društveni poredak
Na vrhu društvene hijerarhijske ljestvice nalazi se Curija, sastavljena od visoko rangiranih Tolanaca. Međutim iako predstavlja vrhovno vijeće, ona nema neograničene ovlasti. Sve odluke i rasprave o njima su transparentne prema tolanskom zakonu. Jedna od karakteristika njihovog društva je zakon koji se ni pod kojim okolnostima ne može mijenjati, a to je da je strogo zabranjeno dijeliti tehnologiju s manje naprednim civilizacijama. Ova odluka o politici izolacionizma posljedica je lošeg iskustva iz prošlosti. Tolanci su podijelili svoju tehnologiju s manje naprednom civilizacijom Serita, koji su tu tehnologiju iskoristili za rat. Uništenje njihove planete je dovelo do toga da je prvobitni Tollan promijenio svoju orbitalnu putanju i time postao nepogodan za život. To je prisililo Tolance da evakuiraju svoj narod na drugi planet. Tim koji je zaostao na planeti bio je zadužen uništiti Zvjezdana vrata da bi onemogućio bilo čiji dolazak na planet.

## Prvo pojavljivanje u seriji
Prvo pojavljivanje u seriji bilo je u epizodi Enigma u prvoj sezoni. Nakon toga pojavili su se i u epizodi 2000.